# Костенко Григорій Федорович
Костенко Григорій Федорович — український науковець та адміністратор, кандидат технічних наук (1965). Дід українського історика Антона Костенка.

## Біографія
Народився 4 січня 1925 року в селі Вавилове Снігурівського району Херсонської округи.
В березні 1944 року мобілізований до лав Червоної Армії. Воював у складі 416 стрілецької дивізії 5-ї Ударної армії (3-й Український, згодом 1-й Білоруський фронт) у званні сержанта, командира мінометного розрахунку. Брав участь у боях за Одесу, Варшаву, Берлін. В 1950 році демобілізований з лав Червоної Армії.
В 1956 році закінчив гідромеліоративний факультет Кишинівського сільськогосподарського інституту.
До 1971 року працював старшим виконробом, старшим інженером-гідротехніком радгоспу «Червоний прапор», начальником Інгулецької зрошувальної системи, начальником тресту «Миколаївводбуд».
У 1965 році захистив у Московському гідромеліоративному інституті кандидатську дисертацію з теми «Шляхи підвищення коефіцієнту корисної дії зрошувальних систем зони нестійкого зволоження на прикладі Інгулецької системи УРСР» та здобув науковий ступінь кандидата технічних наук. Його науковим керівником був доктор технічних наук, професор Донат Григорович Шапошников.
У 1971 році переходить на посаду доцента кафедри сільськогосподарських меліорацій Херсонського сільськогосподарського інституту. Згодом обирається завідувачем кафедри експлуатації гідромеліоративних систем. В 1981–1986 роках — декан гідромеліоративного факультету Херсонського сільськогосподарського інституту.
Помер 26 травня 1996 року в Херсоні. Похований у рідному селі Вавилове Снігурівського району Миколаївської області.

## Значення
Працюючи на адміністративних посадах, Григорій Костенко зробив значний вклад у розвиток меліорації Південної України. Як науковець він провадив виробничі дослідження, зокрема з визначення фільтраційних втрат в Інгулецькій зрошувальній системі, покращення гідрогеолого-меліоративного стану земель. Значну увагу він надавав підготовці кваліфікованих кадрів для української меліорації.
На чолі гідромеліоративного факультету Херсонського сільськогосподарського інституту Григорій Костенко керував успішною підготовкою ряду аспірантів, значно покращив матеріально-технічну і наукову базу факультету. Головним його досягненням в цей період було створення науково-дослідницького полігону дощувальної техніки.

## Нагороди
- Орден Червоної Зірки (04.03.1945). 19 лютого 1945 року на плацдармі лівого берега річки Одер біля села Блейн зі своїм мінометним підрозділом відбив кілька німецьких контратак, знищивши кулеметну точку і частково взвод піхоти супротивника[4].
- Орден Червоної Зірки (11.04.1945). 27 березня 1945 року на плацдармі лівого берега річки Одер при прориві добре укріпленої оборони німців зі своїм мінометним підрозділом знищив дві кулеметні точки, 8 солдатів супротивника і розсіяв відділення ворожої піхоти[5].
- Орден Вітчизняної війни ІІ ступеня (07.06.1945). 20 квітня 1945 брав участь у штурмі Берліна. У боях за завод він мінометним вогнем подавив дві кулеметні точки супротивника, що затримували просування радянської піхоти, знищивши при цьому 12 ворожих солдатів, чим сприяв взяттю заводу[6].
- Орден Вітчизняної війни І ступеня (06.04.1985)[7].
- Медаль «За перемогу над Німеччиною».
- Орден «Знак Пошани».